# Alcmena
Alcmena é uma personagem da Mitologia Grega, mulher de Anfitrião e mãe de Héracles (ou Hércules).
Enquanto o seu marido estava na guerra, Zeus tomou a sua forma para enganar Alcmena, tendo com ela seu filho Hércules.
Alcmena era filha de Electrião, rei de Micenas, que por sua vez era filho do herói Perseu. Electrião foi morto acidentalmente por Anfitrião quando os dois guerreavam contra Ptérela, rei de Tafos. Por causa desse crime, Anfitrião foi banido da cidade, exilando-se em Tebas. Ao pedir Alcmena em casamento, a jovem aceitou com a condição de que o noivo deveria primeiro vingar seus irmãos mortos na guerra contra Ptérela. Foi justamente quando Anfitrião se encontrava ausente, no cumprimento da tarefa imposta pela noiva, que Zeus pôs em marcha seu plano para seduzir Alcmena.
Para tanto, metamorfoseado, apresentou-se à jovem como seu futuro marido, contando-lhe detalhes da batalha empreendida, dos golpes certeiros e apresentando como prova definitiva de sua identidade a
taça de ouro utilizada pelo monarca derrotado, a qual inclusive ofertou à amada. Durante três dias consecutivos, Apolo, a pedido do pai, não percorreu o céu com o carro do sol, e durante essa longa noite, o deus dos deuses amou ardentemente Alcmena.
Nesse período também Hermes, metamorfoseado em Sósia, um escravo de Anfitrião, guardou o portão. No dia seguinte ao idílio, retornou à cidade Anfitrião, que estranhou a reação da noiva, que o tratou com relativa indiferença, visto que esta acreditava já tê-lo encontrado na noite anterior. Anfitrião consultou o adivinho Tirésias que lhe esclareceu o ocorrido. Este irado, colocou a jovem numa enorme pira e ateou fogo mas foi detido pela intervenção de Zeus, que enviou uma chuva torrencial que apagou a fogueira. Compreendendo o sinal divino, o jovem reconsiderou e
casou-se com Alcmena, a qual gerou de seus dois amantes, dois filhos: Hércules, fruto de seu encontro com o deus e Íficles, filho do mortal.
Hera, ao tomar conhecimento da declaração de Zeus que o primeiro filho nascido dentre os Perseidas, isto é, o primogênito na descendência de Perseu se tornaria rei, resolveu, para prejudicar o filho de sua rival retardar seu nascimento e favorecer Euristeu, filho de Estênelo e Nicipe, antecipando seu nascimento. Este, posteriormente tornou-se rei de Micenas, Mideia e Tirinto porque veio ao mundo com apenas sete meses de gestação. Alcmena, vítima de Hera, teve em muito aumentada suas dores de parto visto que a deusa enviou a filha Ilítia, cuja função era de assistir às parturientes, e as parcas para retardar o nascimento do herói. Estas, sentadas à porta da jovem, cruzaram pernas e braços pra impedir que Alcmena desse à luz. A tebana Galintia idealizou um plano para ajudar a amiga: avisou às guardiães que debalde seus esforços a criança havia nascido graças a Zeus. Ilítia e as Parcas acreditando terem fracassado em sua missão, abandonaram seu posto e dessa forma, Alcmenta pode enfim dar à luz Hércules, após dez meses de gestação.
Após sua morte, foi levada à ilha dos bem aventurados e lá desposou Radamanto, filho de Europa e Zeus, juiz do tribunal dos Infernos junto a Éaco e a Minos.

## Árvore Genealógica

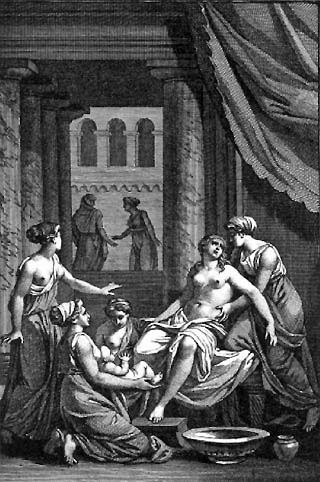
O nascimento de Hércules, em pintura de Jean Jacques Francois Le Barbier (1738-1826)

|  |  |  |  |  |  |  |  |  |  |  |  |  |  | Hera | Hera | Hera | Hera | Hera      | Hera      |           |           | Zeus      | Zeus      | Zeus | Zeus | Zeus     | Zeus     |          |          | Alcmena  | Alcmena  | Alcmena | Alcmena | Alcmena | Alcmena |        |        |        |        |  |  | Radamanto | Radamanto | Radamanto | Radamanto | Radamanto | Radamanto |  |  |  |  |  |  |  |  |  |  |
|  |  |  |  |  |  |  |  |  |  |  |  |  |  | Hera | Hera | Hera | Hera | Hera      | Hera      |           |           | Zeus      | Zeus      | Zeus | Zeus | Zeus     | Zeus     |          |          | Alcmena  | Alcmena  | Alcmena | Alcmena | Alcmena | Alcmena |        |        |        |        |  |  | Radamanto | Radamanto | Radamanto | Radamanto | Radamanto | Radamanto |  |  |  |  |  |  |  |  |  |  |
|  |  |  |  |  |  |  |  |  |  |  |  |  |  |      |      |      |      |           |           |           |           |           |           |      |      |          |          |          |          |          |          |         |         |         |         |        |        |        |        |  |  |           |           |           |           |           |           |  |  |  |  |  |  |  |  |  |  |
|  |  |  |  |  |  |  |  |  |  |  |  |  |  |      |      |      |      |           |           |           |           |           |           |      |      |          |          |          |          |          |          |         |         |         |         |        |        |        |        |  |  |           |           |           |           |           |           |  |  |  |  |  |  |  |  |  |  |
|  |  |  |  |  |  |  |  |  |  |  |  |  |  |      |      |      |      | Hebe      | Hebe      | Hebe      | Hebe      | Hebe      | Hebe      |      |      | Héracles | Héracles | Héracles | Héracles | Héracles | Héracles |         |         | Gortis  | Gortis  | Gortis | Gortis | Gortis | Gortis |  |  | Eritro    | Eritro    | Eritro    | Eritro    | Eritro    | Eritro    |  |  |  |  |  |  |  |  |  |  |
|  |  |  |  |  |  |  |  |  |  |  |  |  |  |      |      |      |      | Hebe      | Hebe      | Hebe      | Hebe      | Hebe      | Hebe      |      |      | Héracles | Héracles | Héracles | Héracles | Héracles | Héracles |         |         | Gortis  | Gortis  | Gortis | Gortis | Gortis | Gortis |  |  | Eritro    | Eritro    | Eritro    | Eritro    | Eritro    | Eritro    |  |  |  |  |  |  |  |  |  |  |
|  |  |  |  |  |  |  |  |  |  |  |  |  |  |      |      |      |      |           |           |           |           |           |           |      |      |          |          |          |          |          |          |         |         |         |         |        |        |        |        |  |  |           |           |           |           |           |           |  |  |  |  |  |  |  |  |  |  |
|  |  |  |  |  |  |  |  |  |  |  |  |  |  |      |      |      |      |           |           |           |           |           |           |      |      |          |          |          |          |          |          |         |         |         |         |        |        |        |        |  |  |           |           |           |           |           |           |  |  |  |  |  |  |  |  |  |  |
|  |  |  |  |  |  |  |  |  |  |  |  |  |  |      |      |      |      | Alexiares | Alexiares | Alexiares | Alexiares | Alexiares | Alexiares |      |      | Anicetos | Anicetos | Anicetos | Anicetos | Anicetos | Anicetos |         |         |         |         |        |        |        |        |  |  |           |           |           |           |           |           |  |  |  |  |  |  |  |  |  |  |